# Pablo Roberto
Pablo Roberto dos Santos Barbosa (São Francisco, 14 novembre 1999) è un calciatore brasiliano, centrocampista del Casa Pia.

## Carriera
Il 30 luglio 2023 si è trasferito al Casa Pia.

## Statistiche

### Presenze e reti nei club
Statistiche aggiornate al 3 settembre 2023.
| Stagione        | Squadra         | Campionato      | Campionato | Campionato | Coppe nazionali | Coppe nazionali | Coppe nazionali | Coppe continentali | Coppe continentali | Coppe continentali | Altre coppe | Altre coppe | Altre coppe | Totale | Totale | Totale |
| Stagione        | Squadra         | Comp            | Pres       | Reti       | Comp            | Pres            | Reti            | Comp               | Pres               | Reti               | Comp        | Pres        | Reti        | Pres   | Reti   |        |
| --------------- | --------------- | --------------- | ---------- | ---------- | --------------- | --------------- | --------------- | ------------------ | ------------------ | ------------------ | ----------- | ----------- | ----------- | ------ | ------ | ------ |
| 2018            | Atl. Goianiense | B+GO            | 1+2        | 0          | CB              | 0               | 0               |                    | -                  | -                  |             | -           | -           | 3      | 0      |        |
| 2019            | Atl. Goianiense | B+GO            | 0          | 0          | CB              | 0               | 0               |                    | -                  | -                  |             | -           | -           | 0      | 0      |        |
| 2020            | Vila Nova       | C+GO            | 24+2       | 2+0        | CB              | 0               | 0               |                    | -                  | -                  |             | -           | -           | 26     | 2      |        |
| 2021            | Bahia           | A+BA            | 2+7        | 0+1        | CB              | 0               | 0               |                    | -                  | -                  |             | -           | -           | 26     | 2      |        |
| 2022            | Vila Nova       | B+BA            | 14+13      | 0+2        | CB              | 4               | 0               |                    | -                  | -                  |             | -           | -           | 31     | 2      |        |
| 2022            | Remo            | C+PA            | 2+0        | 0          | CB              | 0               | 0               |                    | -                  | -                  |             | -           | -           | 2      | 0      |        |
| 2023            | Remo            | C+PA            | 12+9       | 0+1        | CB              | 0               | 0               |                    | -                  | -                  |             | -           | -           | 21     | 1      |        |
| 2023-2024       | Casa Pia        | PL              | 4          | 2          | CP+Cdl          | 0               | 0               |                    | -                  | -                  |             | -           | -           | 4      | 2      |        |
| Totale carriera | Totale carriera | Totale carriera | 92         | 8          |                 | 4               | 0               |                    | -                  | -                  |             | -           | -           | 96     | 8      |        |

## Palmarès
- Campeonato Brasileiro Série C: 1

Vila Nova: 2020